# Lista producătorilor de telefoane mobile pe țări
Aceasta este o listă a producătorilor de telefoane mobile ordonată pe țări.

## Companii active
| Steag                                                 | Stat                  | Brand                     | Note                                                                                         |
| ----------------------------------------------------- | --------------------- | ------------------------- | -------------------------------------------------------------------------------------------- |
| Algeria                                               | Algeria               | Condor                    |                                                                                              |
| Argentina                                             | Argentina             | BGH                       |                                                                                              |
| Austria                                               | Austria               | Bea-Fon                   |                                                                                              |
| Austria                                               | Austria               | Emporia Telecom           |                                                                                              |
| Bangladesh                                            | Bangladesh            | Walton                    |                                                                                              |
| Bolivia                                               | Bolivia               | Quipus                    |                                                                                              |
| Botswana                                              | Botswana              | Ditec Mobile              |                                                                                              |
| Brazilia                                              | Brazilia              | Gradiente                 |                                                                                              |
| Brazilia                                              | Brazilia              | Multilaser                |                                                                                              |
| Brazilia                                              | Brazilia              | Positivo                  |                                                                                              |
| Bulgaria                                              | Bulgaria              | Pravetz                   |                                                                                              |
| Canada                                                | Canada                | BlackBerry Limited        | dezvoltarea hardware coordonată de TCL                                                       |
| Canada                                                | Canada                | DataWind                  |                                                                                              |
| Chile                                                 | Chile                 | ÖWN                       |                                                                                              |
| Chile                                                 | Chile                 | Elementt                  |                                                                                              |
| Chile                                                 | Chile                 | Keiphone                  |                                                                                              |
| Republica Populară Chineză                            | China                 | 10 or                     |                                                                                              |
| Republica Populară Chineză                            | China                 | Alcatel                   | subsidiar al TCL                                                                             |
| Republica Populară Chineză                            | China                 | Amoi                      |                                                                                              |
| Republica Populară Chineză                            | China                 | BBK                       |                                                                                              |
| Republica Populară Chineză                            | China                 | Coolpad                   | subsidiar al LeEco                                                                           |
| Republica Populară Chineză                            | China                 | Cubot                     |                                                                                              |
| Republica Populară Chineză                            | China                 | Gfive                     |                                                                                              |
| Republica Populară Chineză                            | China                 | iOcean                    |                                                                                              |
| Republica Populară Chineză                            | China                 | Haier                     |                                                                                              |
| Republica Populară Chineză                            | China                 | Hisense                   |                                                                                              |
| Republica Populară Chineză                            | China                 | Honor                     | subsidiar al Huawei                                                                          |
| Republica Populară Chineză                            | China                 | Huawei                    |                                                                                              |
| Republica Populară Chineză                            | China                 | Konka                     |                                                                                              |
| Republica Populară Chineză                            | China                 | LeEco                     |                                                                                              |
| Republica Populară Chineză                            | China                 | Lenovo                    | Mie îmi place mult de si fabrică nu mai tablete și 10 telefoane                              |
| Republica Populară Chineză                            | China                 | Meitu                     |                                                                                              |
| Republica Populară Chineză                            | China                 | Meizu                     |                                                                                              |
| Republica Populară Chineză                            | China                 | Ningbo Bird               |                                                                                              |
| Republica Populară Chineză                            | China                 | OnePlus                   | subsidiar al BBK                                                                             |
| Republica Populară Chineză                            | China                 | Oppo                      | subsidiar al BBK                                                                             |
| Republica Populară Chineză                            | China                 | Smartisan                 |                                                                                              |
| Republica Populară Chineză                            | China                 | TCL Corporation           |                                                                                              |
| Republica Populară Chineză                            | China                 | Technology Happy Life     |                                                                                              |
| Republica Populară Chineză                            | China                 | Tecno Mobile              |                                                                                              |
| Republica Populară Chineză                            | China                 | Vivo                      | subsidiar al BBK                                                                             |
| Republica Populară Chineză                            | China                 | Vsun                      |                                                                                              |
| Republica Populară Chineză                            | China                 | Wasam                     |                                                                                              |
| Republica Populară Chineză                            | China                 | Xiaomi                    |                                                                                              |
| Republica Populară Chineză                            | China                 | Zopo Mobile               |                                                                                              |
| Republica Populară Chineză                            | China                 | ZTE                       |                                                                                              |
| Republica Populară Chineză                            | China                 | ZUK Mobile                | subsidiar al Lenovo                                                                          |
| Cehia                                                 | Cehia                 | Jablotron                 |                                                                                              |
| Cehia                                                 | Cehia                 | Verzo                     |                                                                                              |
| Columbia                                              | Columbia              | Avvio                     |                                                                                              |
| Columbia                                              | Columbia              | Kingo                     |                                                                                              |
| Columbia                                              | Columbia              | PC smart                  |                                                                                              |
| Columbia                                              | Columbia              | Kalley Movil              |                                                                                              |
| Columbia                                              | Columbia              | APRIX                     |                                                                                              |
| Columbia                                              | Columbia              | Movic                     |                                                                                              |
| Columbia                                              | Columbia              | Vega                      |                                                                                              |
| Costa Rica                                            | Costa Rica            | Zif                       |                                                                                              |
| Danemarca                                             | Danemarca             | Lumigon                   | dezvoltarea hardware coordonată de BYD Electronic                                            |
| Egipt                                                 | Egipt                 | SICO Technology           |                                                                                              |
| Finlanda                                              | Finlanda              | Jolla                     |                                                                                              |
| Finlanda                                              | Finlanda              | Nokia Corporation         | dezvoltarea de hardware delegată unei terțe părți                                            |
| Finlanda                                              | Finlanda              | HMD Global                | dezvoltă telefoane cu caracteristici Nokia, precum și smartphone-uri în parteneriat cu Nokia |
| Franța                                                | Franța                | Archos                    |                                                                                              |
| Franța                                                | Franța                | Groupe Bull               |                                                                                              |
| Franța                                                | Franța                | MobiWire                  | fostul Sagem Wireless                                                                        |
| Franța                                                | Franța                | Wiko                      |                                                                                              |
| Germania                                              | Germania              | Gigaset                   |                                                                                              |
| Germania                                              | Germania              | Medion                    | subsidiar al Lenovo                                                                          |
| Germania                                              | Germania              | TechniSat                 |                                                                                              |
| Germania                                              | Germania              | Tiptel                    |                                                                                              |
| Grecia                                                | Grecia                | MLS                       |                                                                                              |
| Hong Kong                                             | Hong Kong             | X-tigi Mobile             |                                                                                              |
| India                                                 | India                 | CREO                      |                                                                                              |
| India                                                 | India                 | Celkon                    |                                                                                              |
| India                                                 | India                 | iball                     |                                                                                              |
| India                                                 | India                 | Intex Technologies        |                                                                                              |
| India                                                 | India                 | Karbonn Mobiles           |                                                                                              |
| India                                                 | India                 | Lava International        |                                                                                              |
| India                                                 | India                 | LYF                       |                                                                                              |
| India                                                 | India                 | Micromax Informatics      |                                                                                              |
| India                                                 | India                 | Onida Electronics         |                                                                                              |
| India                                                 | India                 | Spice Digital             |                                                                                              |
| India                                                 | India                 | Videocon                  |                                                                                              |
| India                                                 | India                 | Xolo                      | subsidiar al Lava International                                                              |
| India                                                 | India                 | YU Televentures           | subsidiar al Micromax Informatics                                                            |
| India                                                 | India                 | HCL Technologies          |                                                                                              |
| India                                                 | India                 | Jio                       |                                                                                              |
| India                                                 | India                 | Spice X                   |                                                                                              |
| Indonezia                                             | Indonezia             | Nexian                    |                                                                                              |
| Indonezia                                             | Indonezia             | Evercoss                  |                                                                                              |
| Indonezia                                             | Indonezia             | MITO                      |                                                                                              |
| Indonezia                                             | Indonezia             | Polytron                  |                                                                                              |
| Indonezia                                             | Indonezia             | Advan                     |                                                                                              |
| Iran                                                  | Iran                  | Salran                    |                                                                                              |
| Iran                                                  | Iran                  | GLX                       |                                                                                              |
| Iran                                                  | Iran                  | Dimo                      |                                                                                              |
| Iran                                                  | Iran                  | Farasoo                   |                                                                                              |
| Italia                                                | Italia                | Brondi                    |                                                                                              |
| Italia                                                | Italia                | NGM                       |                                                                                              |
| Italia                                                | Italia                | Olivetti                  |                                                                                              |
| Italia                                                | Italia                | Onda Mobile Communication |                                                                                              |
| Japonia                                               | Japonia               | Akai                      |                                                                                              |
| Japonia                                               | Japonia               | Fujitsu                   |                                                                                              |
| Japonia                                               | Japonia               | Kyocera                   |                                                                                              |
| Japonia                                               | Japonia               | Casio                     |                                                                                              |
| Japonia                                               | Japonia               | Hitachi                   |                                                                                              |
| Japonia                                               | Japonia               | NEC                       |                                                                                              |
| Japonia                                               | Japonia               | Panasonic                 |                                                                                              |
| Japonia                                               | Japonia               | Sansui                    |                                                                                              |
| Japonia                                               | Japonia               | Sharp                     |                                                                                              |
| Japonia                                               | Japonia               | Sony                      | parte a Sony Corporation                                                                     |
| Japonia                                               | Japonia               | DoCoMo                    |                                                                                              |
| Japonia                                               | Japonia               | JRC                       |                                                                                              |
| Japonia                                               | Japonia               | Mitsubishi Electric       |                                                                                              |
| Japonia                                               | Japonia               | Toshiba                   |                                                                                              |
| Letonia                                               | Letonia               | Just5                     |                                                                                              |
| Malaysia                                              | Malaezia              | M Dot                     |                                                                                              |
| Malaysia                                              | Malaezia              | Ninetology                |                                                                                              |
| Maroc                                                 | Maroc                 | Accent                    |                                                                                              |
| Mexic                                                 | Mexic                 | Kyoto Electronics         |                                                                                              |
| Mexic                                                 | Mexic                 | Lanix                     |                                                                                              |
| Mexic                                                 | Mexic                 | Zonda                     |                                                                                              |
| Nigeria                                               | Nigeria               | PlirisMobile              |                                                                                              |
| Țările de Jos                                         | Țările de Jos         | Fairphone                 |                                                                                              |
| Țările de Jos                                         | Țările de Jos         | John's Phone              |                                                                                              |
| Țările de Jos                                         | Țările de Jos         | Philips                   |                                                                                              |
| Coreea de Nord                                        | Coreea de Nord        | Koryolink                 |                                                                                              |
| Pakistan                                              | Pakistan              | QMobile                   |                                                                                              |
| Pakistan                                              | Pakistan              | Voice Mobile              |                                                                                              |
| Filipine                                              | Filipine              | Cherry Mobile             | Brand deținut de Cosmic Technologies                                                         |
| Filipine                                              | Filipine              | Starmobile                |                                                                                              |
| Filipine                                              | Filipine              | MyPhone                   | Brand deținut de Solid Group                                                                 |
| Filipine                                              | Filipine              | Torque                    | Topstrasse Global                                                                            |
| Polonia                                               | Polonia               | Kiano                     |                                                                                              |
| Polonia                                               | Polonia               | Kruger&Matz               |                                                                                              |
| Polonia                                               | Polonia               | Manta Multimedia          |                                                                                              |
| Polonia                                               | Polonia               | myPhone                   |                                                                                              |
|                                                       |                       |                           |                                                                                              |
| România                                               | România               | Allview                   | Brand deținut de Visual Fan                                                                  |
| România                                               | România               | Cryptodata                |                                                                                              |
| România                                               | România               | Digi                      |                                                                                              |
| România                                               | România               | Evolio                    | Brand deținut de Televoice                                                                   |
| România                                               | România               | E-Boda                    |                                                                                              |
| România                                               | România               | Myria                     | Brand deținut de Altex                                                                       |
| România                                               | România               | Utok                      | Brand deținut de SKIN                                                                        |
| Rusia                                                 | Rusia                 | Beeline                   |                                                                                              |
| Rusia                                                 | Rusia                 | Explay                    | A devenit filială a Fly în 2015                                                              |
| Rusia                                                 | Rusia                 | Gresso                    |                                                                                              |
| Rusia                                                 | Rusia                 | Highscreen                |                                                                                              |
| Rusia                                                 | Rusia                 | Megafon                   |                                                                                              |
| Rusia                                                 | Rusia                 | MTS                       |                                                                                              |
| Rusia                                                 | Rusia                 | RoverPC                   |                                                                                              |
| Rusia                                                 | Rusia                 | teXet                     |                                                                                              |
| Rusia                                                 | Rusia                 | Sitronics                 |                                                                                              |
| Rusia                                                 | Rusia                 | Yotaphone                 |                                                                                              |
| Coreea de Sud                                         | Coreea de Sud         | KT Tech                   |                                                                                              |
| Coreea de Sud                                         | Coreea de Sud         | LG                        |                                                                                              |
| Coreea de Sud                                         | Coreea de Sud         | Pantech                   |                                                                                              |
| Coreea de Sud                                         | Coreea de Sud         | Samsung                   | deținută de Samsung Group                                                                    |
| Peru                                                  | Peru                  | Advance                   |                                                                                              |
| Peru                                                  | Peru                  | RadioShak                 |                                                                                              |
| Serbia                                                | Serbia                | Tesla                     |                                                                                              |
| Spania                                                | Spania                | BQ                        |                                                                                              |
| Suedia                                                | Suedia                | Doro                      |                                                                                              |
| Taiwan                                                | Taiwan                | Acer                      |                                                                                              |
| Taiwan                                                | Taiwan                | Asus                      |                                                                                              |
| Taiwan                                                | Taiwan                | BenQ                      |                                                                                              |
| Taiwan                                                | Taiwan                | DBTel                     |                                                                                              |
| Taiwan                                                | Taiwan                | Dopod                     |                                                                                              |
| Taiwan                                                | Taiwan                | Foxconn                   |                                                                                              |
| Taiwan                                                | Taiwan                | Gigabyte Technology       |                                                                                              |
| Taiwan                                                | Taiwan                | HTC                       |                                                                                              |
| Thailanda                                             | Thailanda             | AIS                       |                                                                                              |
| Thailanda                                             | Thailanda             | DTAC                      |                                                                                              |
| Thailanda                                             | Thailanda             | True                      |                                                                                              |
| Thailanda                                             | Thailanda             | Wellcom                   |                                                                                              |
| Thailanda                                             | Thailanda             | I-Mobile                  |                                                                                              |
| Tunisia                                               | Tunisia               | EvertekTunisie            |                                                                                              |
| Turcia                                                | Turcia                | Aselsan                   |                                                                                              |
| Turcia                                                | Turcia                | Vestel                    |                                                                                              |
| Emiratele Arabe Unite                                 | Emiratele Arabe Unite | Thuraya                   |                                                                                              |
| Regatul Unit al Marii Britanii și al Irlandei de Nord | Regatul Unit          | Binatone                  |                                                                                              |
| Regatul Unit al Marii Britanii și al Irlandei de Nord | Regatul Unit          | Bullitt Group             |                                                                                              |
| Regatul Unit al Marii Britanii și al Irlandei de Nord | Regatul Unit          | Kazam                     |                                                                                              |
| Regatul Unit al Marii Britanii și al Irlandei de Nord | Regatul Unit          | Marshall Amplification    |                                                                                              |
| Regatul Unit al Marii Britanii și al Irlandei de Nord | Regatul Unit          | Vodafone                  |                                                                                              |
| Regatul Unit al Marii Britanii și al Irlandei de Nord | Regatul Unit          | Wileyfox                  |                                                                                              |
| Statele Unite ale Americii                            | SUA                   | Apple                     |                                                                                              |
| Statele Unite ale Americii                            | SUA                   | BLU Products              |                                                                                              |
| Statele Unite ale Americii                            | SUA                   | Caterpillar               |                                                                                              |
| Statele Unite ale Americii                            | SUA                   | Firefly                   |                                                                                              |
| Statele Unite ale Americii                            | SUA                   | Garmin                    |                                                                                              |
| Statele Unite ale Americii                            | SUA                   | Google                    |                                                                                              |
| Statele Unite ale Americii                            | SUA                   | HP                        |                                                                                              |
| Statele Unite ale Americii                            | SUA                   | InFocus                   |                                                                                              |
| Statele Unite ale Americii                            | SUA                   | InfoSonics                |                                                                                              |
| Statele Unite ale Americii                            | SUA                   | Motorola Mobility         |                                                                                              |
| Statele Unite ale Americii                            | SUA                   | Obi Worldphone            |                                                                                              |
| Statele Unite ale Americii                            | SUA                   | Nextbit                   |                                                                                              |
| Statele Unite ale Americii                            | SUA                   | Essential Products        |                                                                                              |
| Venezuela                                             | Venezuela             | Vtelca                    |                                                                                              |
| Venezuela                                             | Venezuela             | Orinoquia                 |                                                                                              |
| Vietnam                                               | Vietnam               | VinSmart                  |                                                                                              |
| Zimbabwe                                              | Zimbabwe              | GTel                      |                                                                                              |

## Companii desființate
| Steag                                                 | Stat         | Brand            | Note |
| ----------------------------------------------------- | ------------ | ---------------- | ---- |
| Republica Populară Chineză                            | China        | Gionee           |      |
| Germania                                              | Germania     | AEG              |      |
| Germania                                              | Germania     | BenQ Mobile      |      |
| Germania                                              | Germania     | Grundig mobile   |      |
| Germania                                              | Germania     | Siemens Mobile   |      |
| Germania                                              | Germania     | Telefunken       |      |
| Japonia                                               | Japonia      | Sanyo            |      |
| Spania                                                | Spania       | GeeksPhone       |      |
| Spania                                                | Spania       | Vitelcom         |      |
| Regatul Unit al Marii Britanii și al Irlandei de Nord | Regatul Unit | Vertu            |      |
| Statele Unite ale Americii                            | SUA          | Microsoft Mobile |      |
| Armenia                                               | Armenia      | Armphone         |      |
| România                                               | Romania      | Zapp             |      |

## Nu mai fabrică telefoane mobile
| Steag                      | Stat   | Brand    | Note |
| -------------------------- | ------ | -------- | --- |
| Italia                     | Italia | Telit    | |
| Suedia                     | Suedia | Ericsson | compania de telefonie mobilă a fuzionat cu Sony ca un joint-venture, și mai târziu achiziționat în întregime de Sony |
| Statele Unite ale Americii | SUA    | DELL     | |

## Vezi și
- Lista producătorilor de laptop-uri pe țări
- Telefon mobil
- Smartphone